# Корсунський Олександр Миколайович
Корсунський Олександр Миколайович (30 (18) жовтня 1893, Піщане, Полтавський повіт, Полтавська губернія — 25 жовтня 1984, Міннеаполіс, Міннесота, США) — український мікробіолог, ветеринар, громадський діяч. Дійсний член Наукового товариства імені Шевченка.
У 1915—1919 роках навчався у Харківському ветеринарному інституті, після випуску працював як лікар-ветеринар. У 1922—1930 роках викладав у Київському ветеринарно-зоотехнічному інституті на кафедрі мікробіології, спочатку на посаді асистента, надалі доцента.
У 1930—1933 роках завідував кафедрою Кам'янець-Подільського сільськогосподарського інституту. У 1931—1932 роках заарештований у рамках справи «Спілки визволення України».
У 1934—1941 роках завідував кафедрою мікробіології Білоцерківського сільськогосподарського інституту.
У вересні 1941 року переїхав до Києва після захоплення міста німцями. Тут був серед керівників Української національної ради. У вересні 1942 року став директором відновленого німецькою адміністрацією Київського ветеринарного інституту. На початку 1943 року став також українським директором науково-дослідного інституту ветеринарії та тваринництва.
У жовтні 1943 року разом з інститутами евакуювався до Кам'янця-Подільського, а звідти разом з усім науковим і викладацьким складом — до Мюнхена (інститути були переміщені до Кенігсберга).
У Мюнхені був професором Українського технічно-господарського інституту. Також у мюнхенський період (1945—1949) виконував обов'язки голови Українського допомогового комітету.
У 1949 році емігрував до Міннеаполісу в США, де працював у ветеринарних закладах.
Досліджував хвороби риб, бруцельоз, імунізацію курей проти віспи.

## Публікації
- П. Гімельрайх, О. Корсунський, І. Розгін. Матеріяли до історії ветеринарії в Україні. Альманах Об'єднання Українських Ветеринарних Лікарів 1950—1980 [Архівовано 10 березня 2022 у Wayback Machine.]. За ред. Роман Барановський — Нью-Йорк: Об'єднання Українських Ветеринарних Лікарів США і Канади; Наукове Товариство ім. Шевченка, 1981, 356 с. С. 40-52